# Sheena, regina della giungla (film)
Sheena, regina della giungla (Sheena) è un film del 1984 diretto da John Guillermin. La pellicola è basata sul personaggio dei fumetti Sheena, una "tarzanide" (emula di Tarzan) pubblicata a partire dal 1938. Il titolo italiano è la traduzione del titolo alternativo inglese, nonché titolo del fumetto, Sheena: Queen of the Jungle.

## Trama
I coniugi Ames, in qualità di scienziati, si recano in Africa per ricerche con la figlioletta Janet. Si trovano nelle terre della tribù degli Zambuli, che hanno una montagna sacra in cui c'è "la terra che guarisce".
Dopo avere assistito a una cerimonia di guarigione di un uomo malato immerso in questa terra, decidono di fare ricerche sulla montagna, lasciando la bimba a valle. La bambina, però, li segue e li vede entrare in una grotta. Affacciatasi, chiama la mamma, provocando il crollo di numerosi massi: i genitori muoiono.
La bambina viene salvata dalla tribù, anche perché la sciamana vede in essa la salvatrice bianca annunciata da molte profezie. La sciamana chiama la bambina "Sheena", la quale cresce velocemente in mezzo a serpenti, elefanti, zebre, ippopotami, scimmie e giraffe.
Nella vicina città, stanno giungendo due giornalisti, Vic Casey e Fletcher, per fare un servizio su un ex giocatore di football, il Principe Otwani.
La sciamana si dirige in città perché ha sognato che il re Jabalani è in pericolo. C'è infatti un complotto da parte del principe per divenire re, ha infatti scoperto una miniera nella montagna degli Zambuli e che il fratello non gli lascerà mai sfruttare a causa della sua amicizia con la tribù. Con l'aiuto della principessa Zanda, Otwani organizza la morte del re, facendo poi trovare un arco della tribù degli Zambuli. E siccome proprio in quel momento la sciamana viene trovata vicino al luogo del delitto, è dunque accusata di omicidio.
I giornalisti tuttavia scoprono, riesaminando il negativo della pellicola, che hanno ripreso per sbaglio la freccia che ha colpito il re e che essa proveniva da una balestra d'acciaio; cercano la sciamana in prigione, che proprio allora viene liberata da Sheena con l'aiuto dei suoi fidati animali. Vic e Fletcher si mettono pertanto sulle tracce della ragazza, la quale nel frattempo si trova ad assistere alla morte dell'anziana sciamana ormai provata dai vari eventi, non prima di rivelare alla sua protetta che nella guerra che verrà sarà affiancata da un uomo bianco. Otwani con il suo esercito è ormai alla caccia di Sheena; Vic, trovata la ragazza ,si convince sempre di più dell'onestà della selvaggia e se ne innamora.
Fletcher viene rimandato in città per montare il film, così Vic e Sheena rimangono soli; ben presto però vengono attaccati da un elicottero dell'esercito di Otwani, sono costretti ad arrendersi e vengono fatti prigionieri. Vic rivela al principe dell'esistenza del film, mentre Zanda con l'elicottero porta via Sheena per gettarla nella cascata situata vicino al villaggio Zambuli.
Sheena, però, ha poteri telepatici che le permettono di comunicare con gli animali ed entra in contatto con uno stormo di fenicotteri che si alzano in volo e accecano il pilota, che inclina l'elicottero. Zanda, impegnata a difendersi dai volatili, viene spinta giù e precipita urlando verso la sua morte, mentre Sheena si mette in salvo su un albero e il pilota si schianta sulle rocce.
Sheena raduna il suo popolo in attesa dell'arrivo dell'esercito. Il nuovo re con il suo esercito viene accerchiato e i soldati sono massacrati, perché al contrario degli Zambuli sono impreparati a combattere nella foresta. Otwani scappa con un fuoristrada, ma viene inseguito da Sheena in groppa a una zebra; la ragazza riesce a ferirlo mortalmente con delle frecce; l'uomo tenta allora di investire Sheena ma viene colpito da un altro fuoristrada guidato da Vic, che si era liberato degli uomini del principe, che muore.
Vic rimane gravemente ustionato, e viene curato grazie alla "terra che guarisce". Essendo ormai chiaro ad entrambi che si amano, Vic e Sheena hanno il loro momento di intimità, ma poi Vic le spiega l'impossibilità di portarla con sé nella civiltà (dove diventerebbe una sorta di fenomeno da baraccone) e, a malincuore, se ne va con l'aereo (portando campioni della terra che lo ha curato) e avendo dimostrato l'innocenza degli Zambuli, mentre ascolta al registratore le ultime parole dette da Sheena, che lo guarda volare via con le lacrime agli occhi.

## Produzione
- Il film è stato girato in Kenya e le riprese sono durate 7 mesi; nonostante il titolo faccia riferimento alla giungla, buona parte della pellicola è girata nella savana.
- Per produrre il film sono stati usati vari animali addestrati, tra cui un elefante, un rinoceronte, quattro scimpanzé, cinque leoni e cinque cavalli. La "zebra" cavalcata da Sheena è in realtà un cavallo pitturato, perché le orecchie (triangolari e non ovali) e la coda, senza fiocco, sono quelle di un cavallo.
- Tra gli interpreti del film vi è anche Elizabeth di Toro, che nella realtà è una principessa.
- La colonna sonora del film si chiama semplicemente Sheena's Theme, scritta da Richard Hartley.

## Accoglienza
Lanciato sul mercato dalla Columbia Pictures il 17 agosto 1984, Sheena fu un fiasco nei cinema ed è stata candidata a cinque Razzie Awards, ma in seguito ha avuto un certo successo su home video e DVD. Da allora è considerato un film cult.

### Incassi
La pellicola Sheena, regina della giungla è stata un flop al botteghino, incassando meno di 6 milioni di dollari, contro un budget di 25 milioni di dollari.

### Critica
Le recensioni critiche del film sono state generalmente negative.
Su Rotten Tomatoes il film ha un punteggio del 30% sulla base delle recensioni di 10 critici. Il critico e storico Leonard Maltin classificò il film come una bomba e affermando: "Tanya è decisamente la regina della giungla dei fumetti di W. Morgan Thomas, ma Madre Natura si è dimenticata di dotarla di una sceneggiatura. Non funziona nemmeno a quel livello; sia la cinematografia che la musica appartengono a un quadro molto migliore". La critica cinematografica newyorkese Pauline Kael è stata tra i pochissimi critici a cui è piaciuto il film, definendolo un "film d'avventura spensierato e un po' pazzo, ci sono delle belle gag sciocche e gli animali sembrano rilassati anche nelle loro scene più comiche. E il film di certo non fa mai fame; la fotografia è del celebre Pasqualino De Santis". Kael aveva anche avuto alcune parole gentili (qualificate) per la star: "Tanya Roberts è troppo tesa e sincera per la sua dea bionda, regina della giungla. Eppure ha il viso di una ballerina, con una forma prodigiosa, snella e muscolosa. Guarda anche nel vuoto con occhi squisitamente vuoti, azzurro pallido. È piuttosto divertente quando preme le dita contro il centro della fronte, al fine di evocare legioni di antilopi d'acqua o sciami di uccelli alti." Filmink ha affermato che "è fantastico. Sembra stupendo, è stato girato magnificamente sul posto, ha una colonna sonora meravigliosa, la sceneggiatura va avanti e la regia di Guillermin è eccellente. L'intensità del metodo di Tanya Roberts richiede un po' di tempo per abituarsi, ma una volta che ti sintonizzi, è molto divertente e ha il corpo di un'atleta; Ted Wass è un eroe coinvolgente, bello e un po' goffo, ma un partner ideale (come in King Kong, Guillermin non perde mai di vista la storia d'amore centrale)."

## Riconoscimenti
- 1985 - Razzie Award
  - Candidatura per il peggior film
  - Candidatura per la peggior attrice protagonista (Tanya Roberts)
  - Candidatura per il peggior regista (John Guillermin)
  - Candidatura per la peggior sceneggiatura (David Newman, Lorenzo Semple Jr. e Leslie Stevens)
  - Candidatura per la peggior colonna sonora (Richard Hartley)